# Juridisk Institut (Syddansk Universitet)
 For alternative betydninger, se Juridisk Institut. (Se også artikler, som begynder med Juridisk Institut)
Juridisk Institut er afdelingen for juridisk undervisning på Syddansk Universitet og danner rammerne for én af de fire jurauddannelser på universitetsniveau i Danmark.